# Pierre Carbonnier
Pour les articles homonymes, voir Carbonnier.

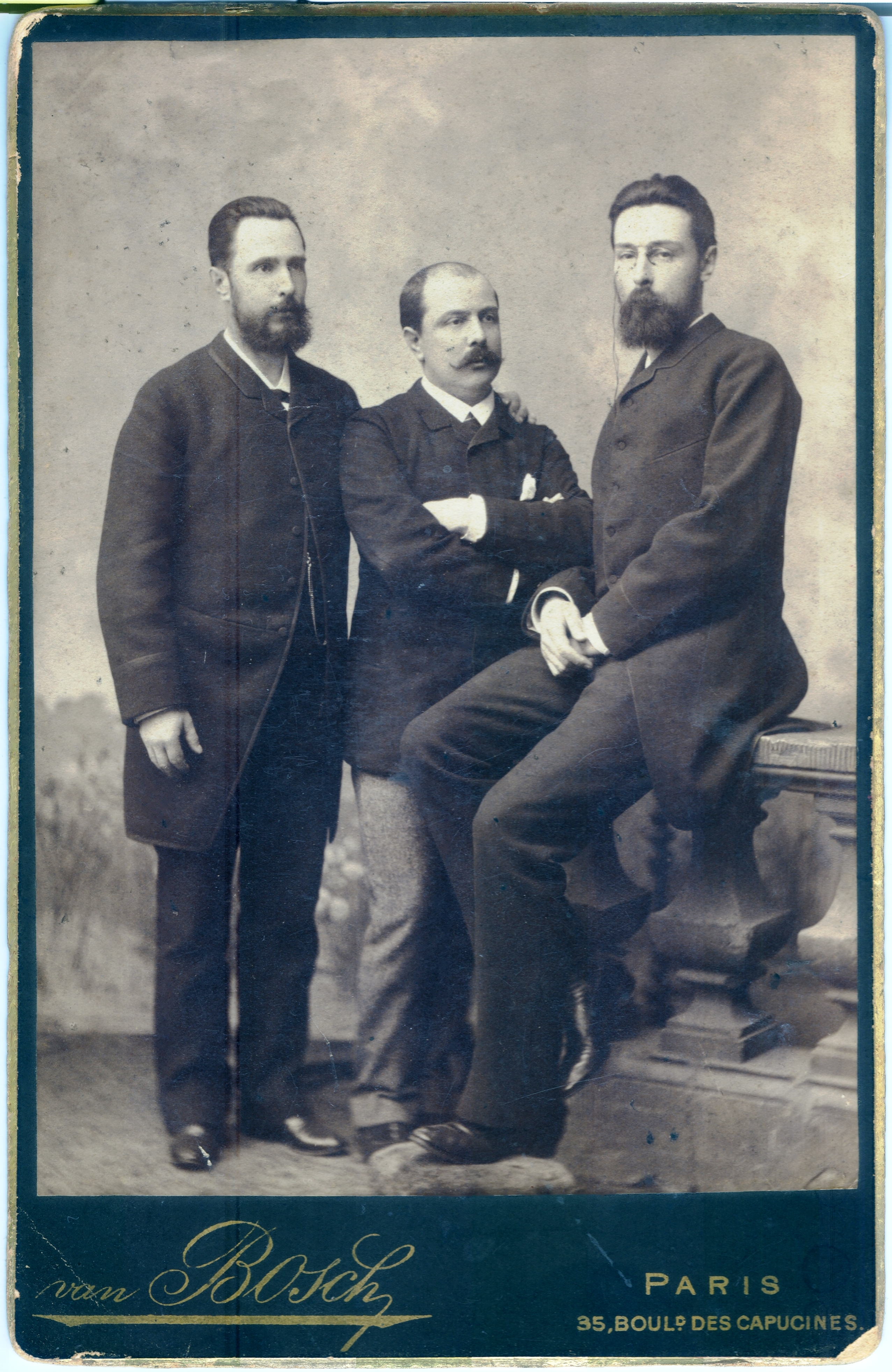
Pierre Carbonier (au centre) avec les aquariophiles russe Nikolai Zolotnitsky et Andrey Meshcherskiy

Pierre Carbonnier (né le 27 mars 1829 et mort le 8 avril 1883) fut un ichtyologiste français, pisciculteur et directeur d'aquarium.

## Biographie
Pierre Carbonnier est né le 7 août 1828 à Bergerac, fils de Pierre et de Marie Andrieu. 3e enfant d'une fratrie de 12, il s'est marié à Paris le 10 novembre 1857 avec Zélie Joséphine FLUSIN, décédé à Paris le 9 avril 1883.
Pierre Carbonnier fonda, en 1850, l'une des plus anciennes maisons de détail de la place de Paris commercialisant des poissons et des plantes d'aquarium et de bassin de plein air.
En 1869, le naturaliste français Pierre Carbonnier a commencé à élever des poissons exotiques : le Poisson-paradis (Macropodus opercularis) apporté de la Chine en 1869 et le Combattant en 1874.
Lors de l'Exposition internationale des industries maritimes et fluviales ouverte au Palais de l'Industrie à Paris en 1875, il fut lauréat de la Médaille d'or pour ses études sur les aquariums d'eau douce et ses tentatives d'introduction d'espèces de poissons exotiques.
Il a également été directeur de l'Aquarium du Trocadéro à l'Exposition française de 1878.